# Ohlalà! Festival de cine francófono de Barcelona
Ohlalà! es el nombre del primer festival de cine francófono de Barcelona. Celebrado una vez al año desde 2018, se proyecta una selección de películas en el Institut français de Barcelona i en los Cines Texas durante aproximadamente una semana, algunas recompensadas por premios al final del festival. En él se celebran las diferentes emociones que sienten los espectadores delante de la gran pantalla y la diversidad de miradas sobre el mundo que nos aporta el cine francófono.
El festival está dividido en dos secciones: la primera es la sección oficial de películas francófonas recientes que se han movido por diferentes festivales internacionales y que compiten en este festival también, y la segunda es una retrospectiva de películas de un director francófono, que cambia en cada edición, y cuyos filmes no participan en la competición oficial del festival.
Cada año, vienen algunos directores y actores durante el festival para comentar sus películas con los espectadores y hacer una charla con ellos.

## Premios
El festival Ohlalà! otorga tres premios diferentes a películas que participan en la sección oficial, además de algunos premios como mención especial. El primero es el premio del público: cada espectador, al final de una película, valora en un papel el largometraje que acaba de ver. El segundo premio es del jurado joven: compuesto por varios alumnos de instituto como el Lycée français de Barcelone, por ejemplo, que visualizan todas las películas de la competición y deciden la que prefieren para otorgarle el premio. Por último, novedad de la edición 2019, hay un premio de un jurado de la crítica compuesto por los periodistas María Adell, Marta Armengou, Philipp Engel, Eulalia Iglesias y Pere Vall, que escogen también la que consideran mejor tras visualizarlas todas.

## Edición 2018

### Programa de películas

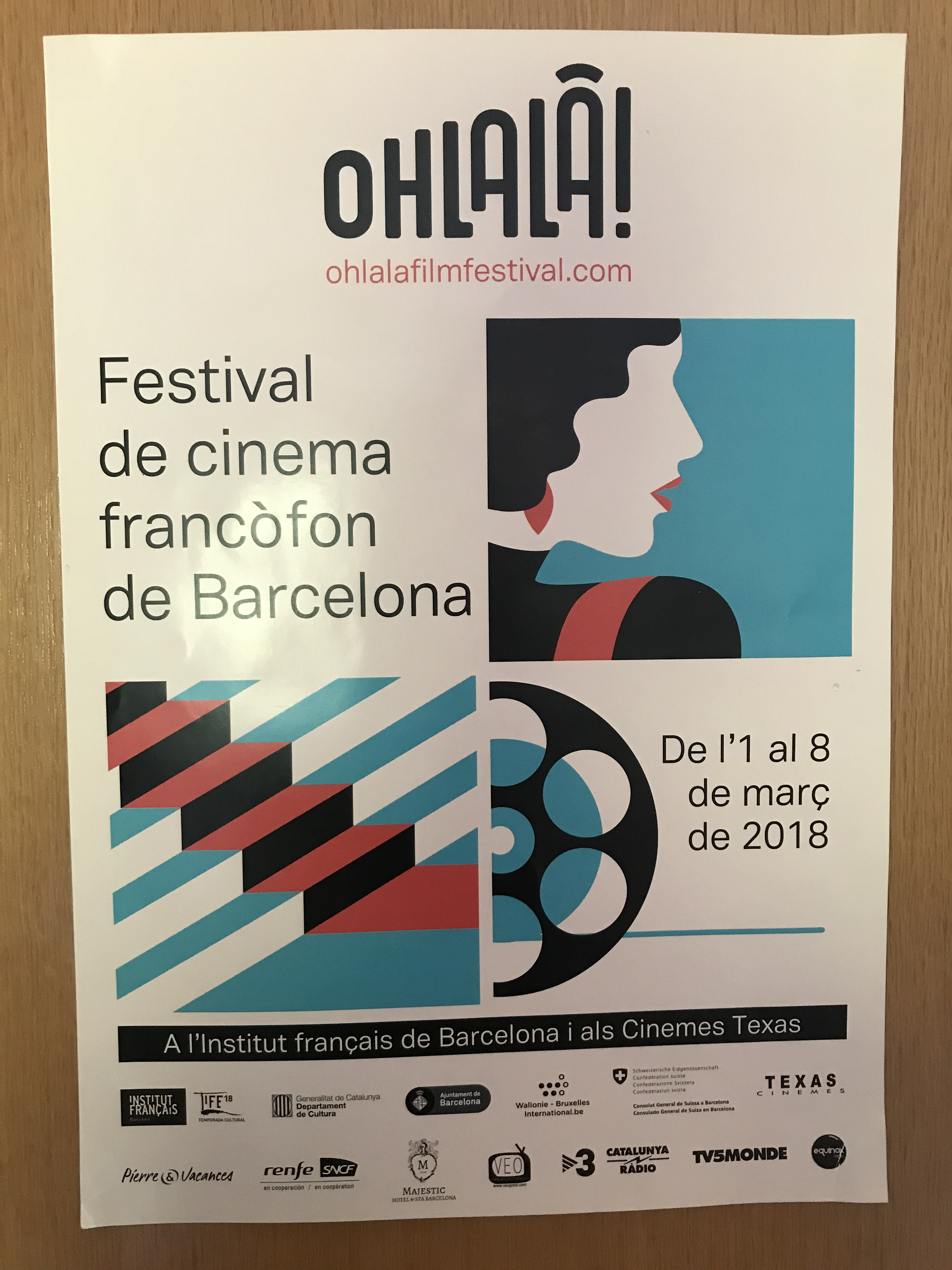
Póster de la edición 2018 del festival Ohlalà!

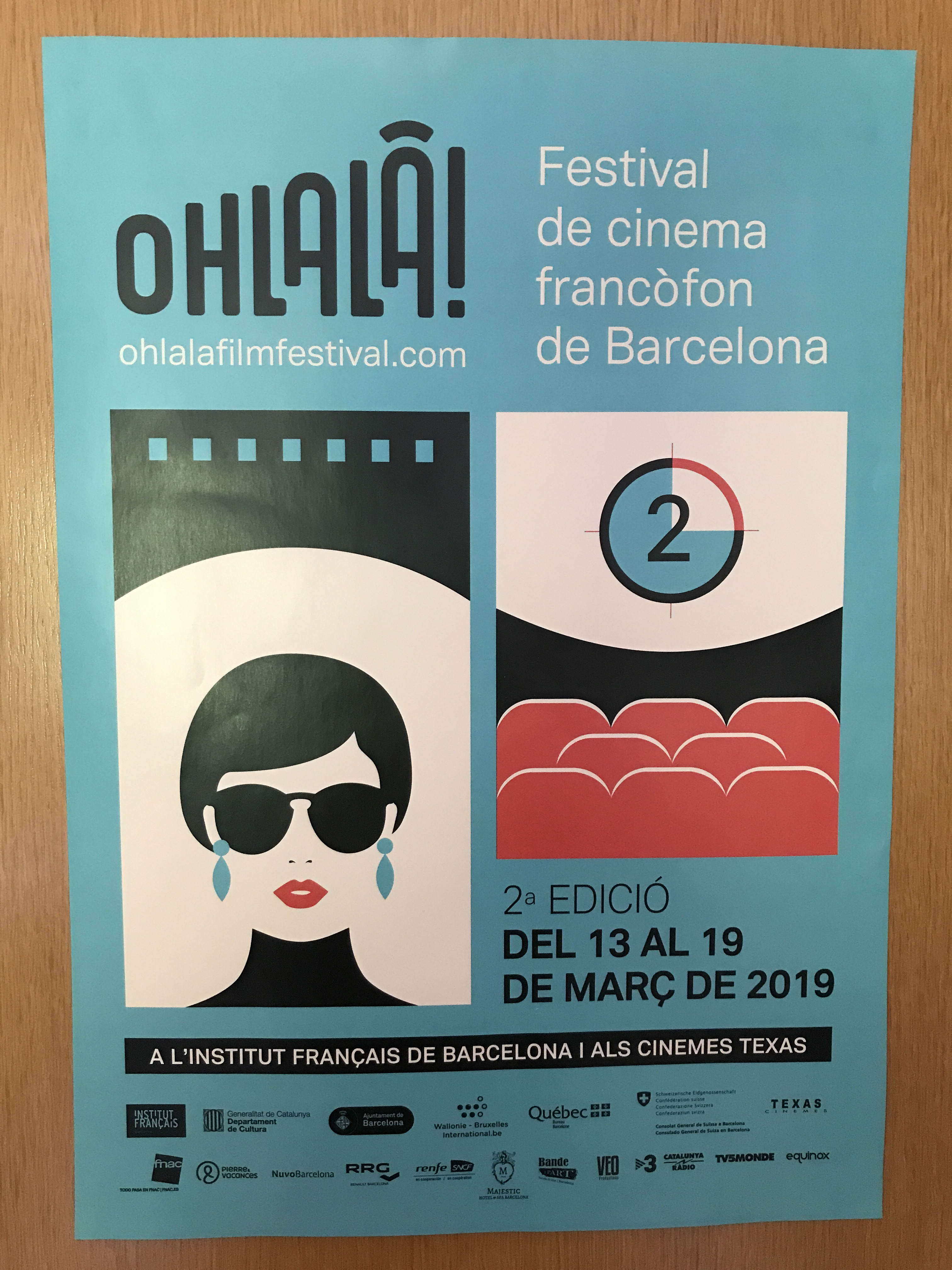
Póster de la edición 2019 del festival Ohlalà!

#### Sección oficial
- Au Revoir Là-Haut de Albert Dupontel
- L'Effet aquatique de Sólveig Anspach
- La Belle et la Meute de Kaouther Ben Hania
- Zombillénium de Arthur de Pins y Alexis Ducord
- Tout s'accélère de Gilles Vernet
- Chez nous de Lucas Belvaux
- L'Opéra de Jean-Stéphane Bron
- Petit Paysan de Hubert Charuel
- Félicité de Alain Gomis
- Une vie ailleurs de Olivier Peyon

#### Retrospectiva (de cinco obras del realizador Cédric Klapisch, padrino de esta edición)
- L'Auberge espagnole de Cédric Klapisch
- Les Poupées russes de Cédric Klapisch
- Casse-tête chinois de Cédric Klapisch
- Paris de Cédric Klapisch
- Ce qui nous lie de Cédric Klapisch

#### Películas galardonadas
- Premio del público: Tout s'accélère de Gilles Vernet
- Premio del jurado joven: Au Revoir Là-Haut de Albert Dupontel
- Mención especial del jurado joven: L'Opéra de Jean-Stéphane Bron

## Edición 2019

### Programa de películas

#### Sección oficial
- En liberté! de Pierre Salvadori
- L’homme qui répare les femmes de Thierry Michel
- Le vent tourne de Bettina Oberli
- En guerre de Stéphane Brizé
- Les chatouilles de Andréa Bescond y Éric Métayer
- Dilili à Paris de Michel Ocelot
- Mon cher enfant de Mohamed Ben Attia
- Un amour impossible de Catherine Corsini
- Les rois mongols de Luc Picard
- Nos batailles de Guillaume Senez
- À voix haute de Stéphane de Freitas y Ladj Ly
- Pupille de Jeanne Herry

#### Retrospectiva (de cinco obras dedicadas a la directora, guionista y actriz Agnès Jaoui, madrina de esta edición)
- Place publique de Agnès Jaoui
- Comme une image de Agnès Jaoui
- Au bout du conte de Agnès Jaoui
- Le goût des autres de Agnès Jaoui
- Aurore de Blandine Lenoir (Agnès Jaoui como actriz)

#### Películas galardonadas
- Premio del público: L’homme qui répare les femmes de Thierry Michel
- Premio del jurado joven: Les chatouilles de Andréa Bescond y Éric Métayer
- Mención especial del jurado joven: Les rois mongols de Luc Picard
- Premio de la crítica: Mon cher enfant de Mohamed Ben Attia
- Mención especial de la crítica: Un amour impossible de Catherine Corsini